# Германия на «Евровидении-1982»
Германия принимала участие в Евровидении 1982, проходившем в Харрогейте, Великобритания. На конкурсе её представляла Николь с песней «Ein bißchen Frieden», выступавшая под номером 18. В этом году страна победила, получив 161 балл. Комментатором конкурса от Германии в этом году был Адо Шлер, глашатаем — Габи Шнелле.

## Национальный отбор
Национальный отбор проходил в Мюнхене. Был повторен опыт 1979 года: случайно выбранные 500 человек голосовали за понравившуюся песню. Каждый из них мог отдать баллы от 1 до 12 каждой песне в зависимости от предпочтения.
| Номер | Артист                       | Песня                        | Голоса | Место |
| ----- | ---------------------------- | ---------------------------- | ------ | ----- |
| 1     | Готлиб Вендехолс             | Der Ohrwurm                  | 2029   | 11-е  |
| 2     | Северин                      | Ich glaub' an meine Träume   | 2717   | 10-е  |
| 3     | Дженнифер Кемп               | Wie Phönix aus der Asche     | 1965   | 12-е  |
| 4     | Мэл Джерси                   | Schenk' mir eine Nacht       | 3227   | 7-е   |
| 5     | Гэби Багински                | So wie du bist               | 2802   | 9-е   |
| 6     | Марианна Розенберг           | Blue-Jeans-Kinder            | 2862   | 8-е   |
| 7     | Мэри Рус и Дэвид Хансельманн | Lady                         | 3358   | 6-е   |
| 8     | Паола                        | Peter Pan                    | 4318   | 2-е   |
| 9     | Денис                        | Die Nacht der Lüge           | 3799   | 4-е   |
| 10    | Ханс Шонер                   | Nun sag' schon Adieu         | 3914   | 3-е   |
| 11    | Юрген Маркус                 | Ich würde gerne bei dir sein | 3439   | 5-е   |
| 12    | Николь                       | Ein bißchen Frieden          | 5116   | 1-е   |

## Страны, отдавшие баллы Германии
Каждая страна оценивает 10 участников оценками 1-8, 10, 12.
| 12 баллов                                                             | 10 баллов                  | 8 баллов              | 6 баллов   | 1 балл  | 0 баллов   |
| --------------------------------------------------------------------- | -------------------------- | --------------------- | ---------- | ------- | ---------- |
| Италия Испания Турция Кипр Дания Израиль Швейцария Югославия Ирландия | Норвегия Финляндия Бельгия | Великобритания Швеции | Нидерланды | Австрия | Люксембург |

## Страны, получившие баллы от Германии
| 12 баллов | Израиль        |
| 10 баллов | Норвегия       |
| 8 баллов  | Люксембург     |
| 7 баллов  | Испания        |
| 6 баллов  | Кипр           |
| 5 баллов  | Нидерланды     |
| 4 балла   | Бельгия        |
| 3 балла   | Ирландия       |
| 2 балла   | Швеции         |
| 1 балл    | Великобритания |